# Josip Kraš
Josip Kraš (ur. 26 marca 1900 w Vuglovcu, zm. 18 listopada 1941 w Karlovacu) – chorwacki komunista, piekarz i partyzant z okresu II wojny światowej.

## Życiorys
Urodził się w rodzinie górnika Valenta Kraša i Bary z domu Videc. Z zawodu był piekarzem. Naukę zawodu rozpoczął w wieku 15 lat w Varaždinie, a pierwszą pracę podjął w Zagrzebiu.
W 1919 roku wstąpił do Socjalistycznej Partii Robotniczej Jugosławii. Był członkiem związków zawodowych – w 1920 roku został wybrany do zarządu związku zawodowego „Zivežar”. W 1926 roku został kierownikiem i redaktorem czasopisma „Borba”, a także jego kolporterem. W 1929 roku został skazany na 5 lat pozbawienia wolności i karę tę odbywał w Sremskiej Mitrovicy. Wcześniej był jedenastokrotnie zatrzymywany przez służby bezpieczeństwa.
Po wyjściu na wolność kontynuował działalność polityczną, w 1936 roku organizując strajk piekarzy w Zagrzebiu. W latach 1936–1937 organizował strajki górników. W 1937 roku na zjeździe założycielskim został wybrany członkiem Komitetu Centralnego Komunistycznej Partii Chorwacji. W latach 1938–1939 był jego sekretarzem organizacyjnym. Był zwolennikiem współpracy z Chorwacką Partią Chłopską. W wyborach 1938 roku poparł listę Vladka Mačka. Był założycielem czasopisma „Radnik”. W latach 1939–1940 był więziony w Lepoglavie. W 1940 roku został członkiem komitetu centralnego Komunistycznej Partii Jugosławii. Organizował antyfaszystowski ruch oporu w Zagrzebiu. W 1941 roku był organizatorem powstańczych akcji w Kordunie, Gorskim Kotarze i na wybrzeżu. Oddziały Kraša dokonywały aktów sabotażu na infrastrukturę, uszkadzając m.in. linię kolejową pomiędzy Mostanjem a Dugą Resą. Zginął w Karlovacu w zasadzce ustaszy.
Dekretem Antyfaszystowskiej Rady Wyzwolenia Narodowego Jugosławii (AVNOJ) z 26 lipca 1945 został odznaczony Orderem Bohatera Narodowego Jugosławii. Po zakończeniu II wojny światowej jego szczątki spoczęły na zagrzebskim cmentarzu Mirogoj. W 1950 roku jego mieniem nazwano fabrykę słodyczy „Kraš”.